# Leina (Georgenthal)
Der Ort Leina ist ein Ortsteil der Landgemeinde Georgenthal im Landkreis Gotha in Thüringen.

## Lage

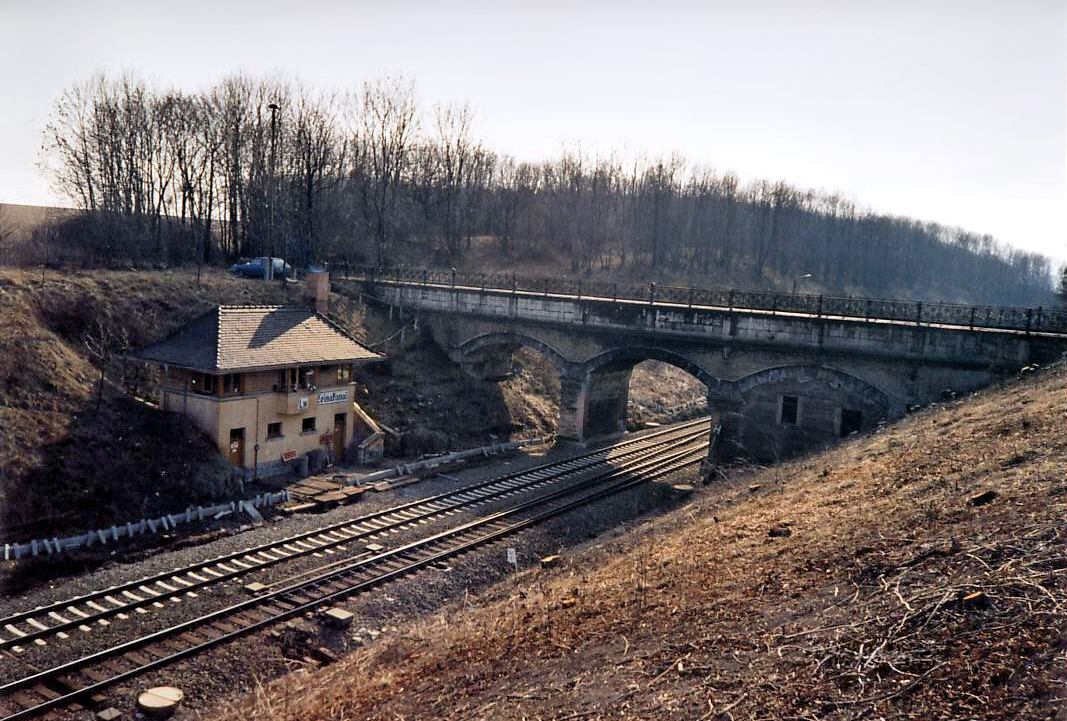
1993 – Der Leinakanal-Aquädukt bei Leina (heute ohne Blockstation und Gleise)

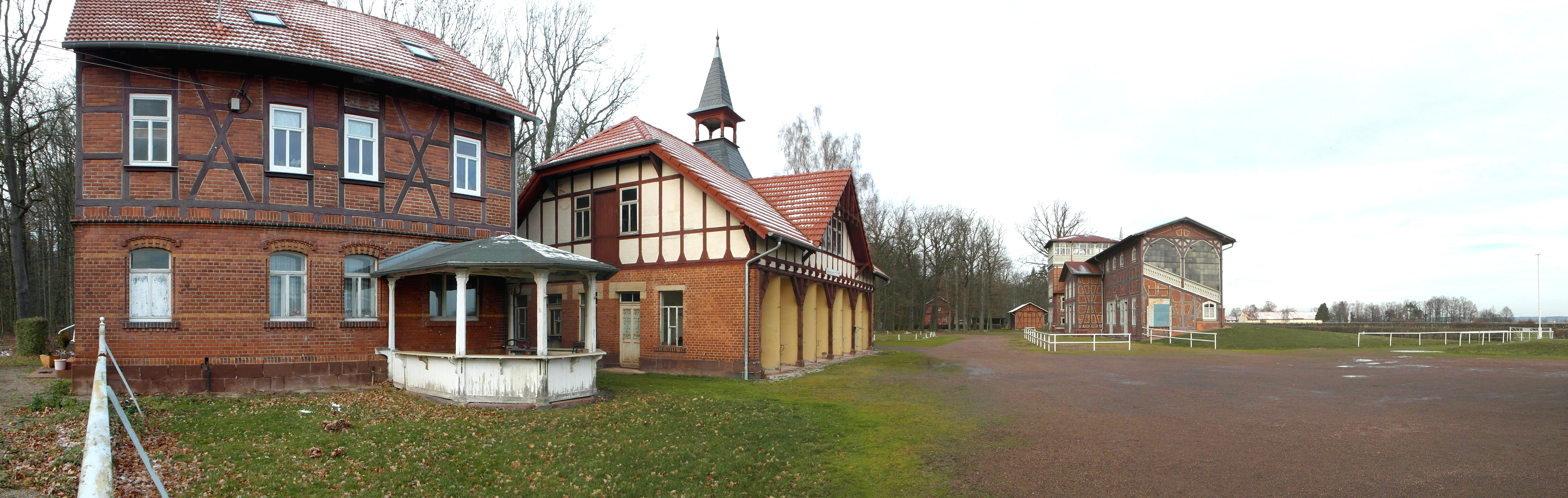
Pferderennbahn auf dem Boxberg

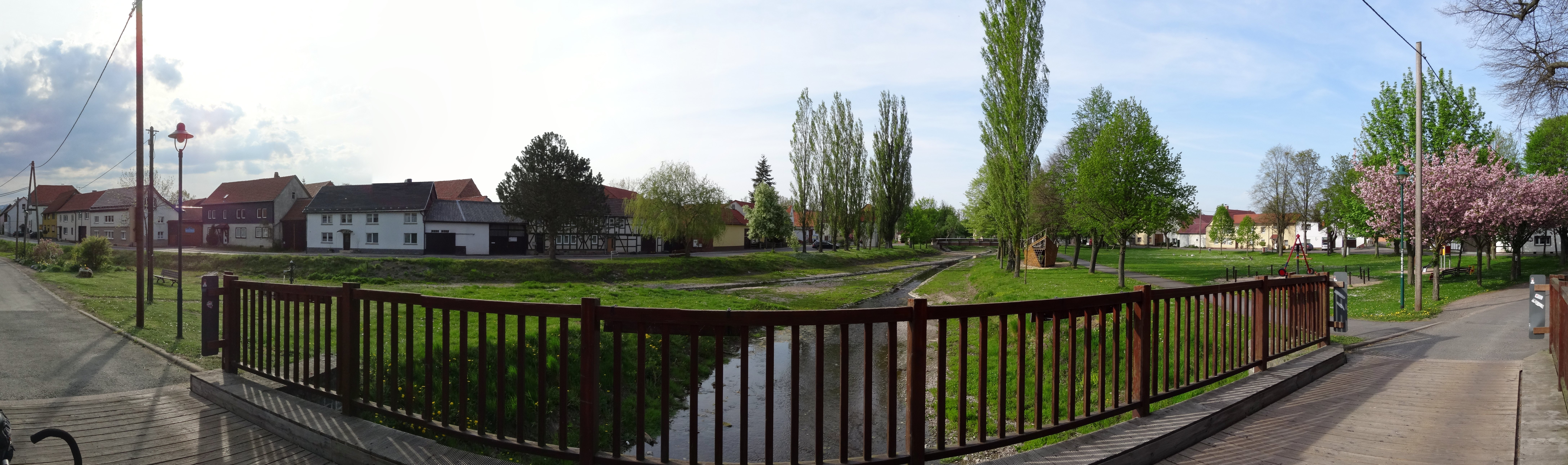
Leina, Altenwasser und Hörsel in Leina

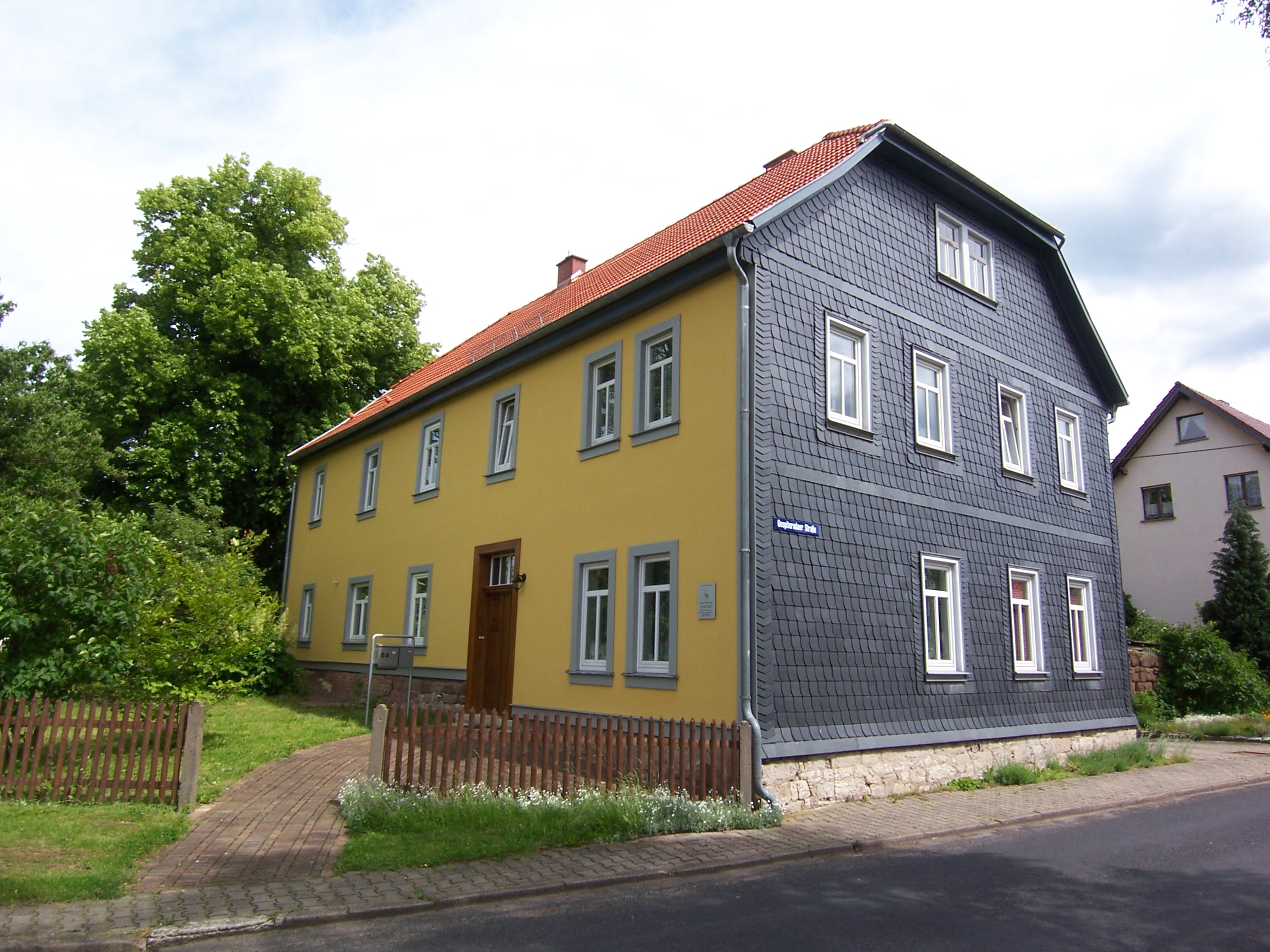
Das Pfarrhaus in Leina

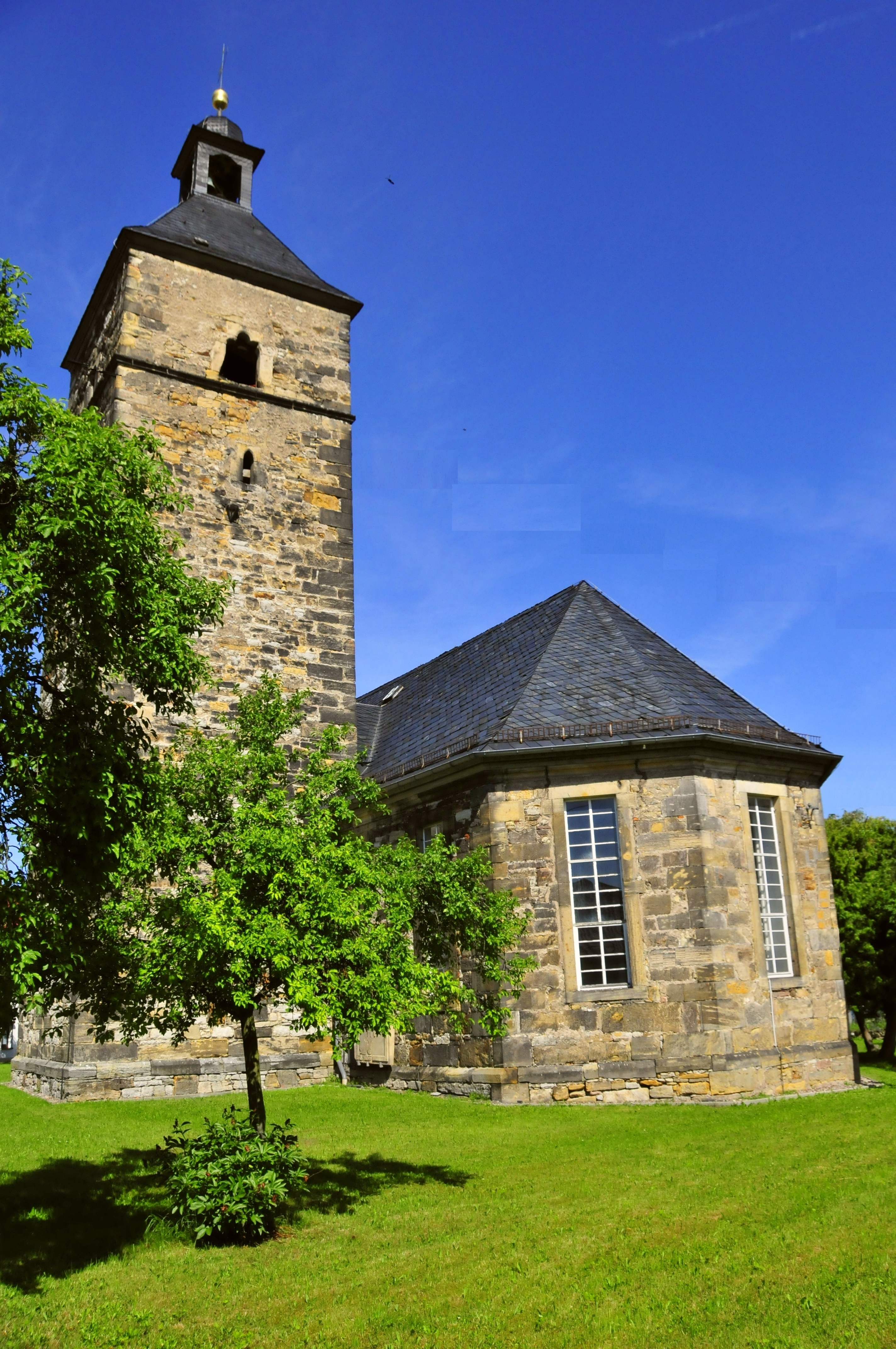
Dorfkirche St. Nicolaus

Leina befindet sich etwa 7 Kilometer südwestlich der Kreisstadt Gotha am Boxberg.
Der namensgebende Fluss Leina galt wegen der ihn trübenden Sinkstoffe aus dem Quellgebiet im Thüringer Wald und besonders bei Hochwasser als ein trübes Gewässer.

## Geschichte
Der Ortsname tritt als Lin aha bereits im Jahr 786 erstmals schriftlich in Erscheinung, es war ein Eintrag im Breviarium Lulli. Zu diesem Zeitpunkt befand sich im heutigen Siedlungsbereich ein Gut im Besitz des Klosters Hersfeld.
Die Vor- und Frühgeschichte des Ortes lässt sich mit archäologischen Funden und Bodendenkmalen (Hügelgräberfelder «Im Berlach» und «Auf dem Boxberg») gut belegen. Bei landwirtschaftlichen Arbeiten und Baumaßnahmen in der Ortslage konnten mehrere Vorgängersiedlungen entdeckt werden, die zum Teil bis in die Jungsteinzeit zurück reichen. Waffenreste, eine römische Münze und Keramik belegen die Anwesenheit der Menschen um Christi Geburt, als in der heutigen Ortslage bereits einige Häuser standen (auch belegt durch Pfostenlöcher und Abfallgruben).
Nach der Gründung des benachbarten Klosters Reinhardsbrunn erwarb dieses bedeutende Kloster im heutigen Landkreis Gotha rasch an Einfluss, zahlreiche Schenkungen und Kaufverträge vergrößerten den Klosterbesitz, ab 1295 war auch der Ort Leina in den Besitz des Klosters übergegangen. Die Wettiner als weltliche Landesherren waren Schutzvögte des Reinhardsbrunner Klosters, sie teilten das Dorf dem Amt Tenneberg zu.
Bei Leina wurden Anfang April 1945 durch zwei gedeckte deutsche Geschützbatterien sieben vorrückende US-Panzer und vier gepanzerte Fahrzeuge abgeschossen.
Am 1. Januar 1996 wurde Leina ein Ortsteil der Gemeinde Leinatal, die am 31. Dezember 2019 in der neugegründeten Landgemeinde Georgenthal aufging.

## Sehenswürdigkeiten
- Die bekannteste Sehenswürdigkeit Leinas ist die Pferderennbahn auf dem Boxberg.
- Am Ort führt der Leinakanal vorbei. Der im Mittelalter angelegte künstliche Wasserlauf leitete einen großen Teil des Leina-Wassers nach Gotha ab.
- Die erste Kirche in Leina wurde im 12. Jahrhundert begonnen, der heutige Chor wurde als spätgotischer Bau begonnen. Um 1500 erfolgten weitere Umbauten, die heutige Gestalt erhielt die Kirche erst 1739 bis 1747. Die St.-Nicolaus-Kirche markiert das historische Zentrum des Ortes. Im Pfarrhaus wurde der Pfarrer und Dichter Wilhelm Hey (1789–1854) geboren. Heute kümmert sich ein Verein um die Erforschung seiner Lebensgeschichte.

## Persönlichkeiten, die in Leina gelebt haben
- Rüdiger Wilfroth (1942–2015), Bildhauer

## Sonstiges
Als Zeugnisse eines derben Volkshumors bildeten sich bereits vor Jahrhunderten Besonderheiten des  jeweiligen Dorfes charakterisierende Neck- und Spitznamen heraus. Demnach lebten hier im Ort die Lien’schen-A-Männer – damit hat es folgende Bewandtnis: in den Nachbardörfern gab es zum Teil größere sprachliche Abweichungen im Dialekt, besonders gerne benutzten die Leinaer anstelle des Wortes „auch“ das extrem verkürzte „a“, während man in den Nachbarorten noch „au“ verwendete. Daher waren die Leinaer in Gesprächen durch Aussprache und Wortwahl leicht zu erkennen.